# France Télévisions Publicité
«Франс Телевизьон Пюблисите» («France Télévisions Publicité») — дочерняя компания телекомпании «Франс Телевизьон» осуществляющая с 2010 года размещение рекламы на телеканалах

## Деятельность компании по продажу рекламного времени
Осуществляло размещение рекламы на телеканалах:
- по французскому 2-му каналу;
- по французскому 3-му каналу;
- по французскому 3-му каналу;
- «France 4»;
- «Voyage»
- «National Geographic Wild»
- «National Geographic»
- «Disney Channel»
- «Disney Junior»
- «Cartoon Network»
- «Boing»
- «Boomerang»
- «Warner TV»
- «Toonami»
- «Trace Urban»
- «Trace Latina»
- «Trace Ayiti»
- «Trace Carribean»
- «13e rue»
- «Syfy»
- «E!»
- «Melody»
- «My Zen TV»
- «Museum TV»
- «Sport en France»
- «Novelas TV»
- «Culturebox»
- «La chaîne météo»
- «Maison & Travaux»
- «MGG TV»

## Холдинговая деятельность компании
В 2000—2010 гг. компании принадлежали рекламные агентства:
- «Антенн 2 Пюблисите»
- «Аспас 3 Пюблисите»

## Владельцы и руководство
Владельцем всех 100 % акций компании является государственная телекомпания «Франс Телевизьон». Руководство ею осуществляют административный совет и президент с полномочиями генерального директора (которым в 2019—2020 гг. являлся вице-президент «Франс Телевизьон», в 2015—2019 гг. — финансовый директор «Франс Телевизьон», в 2000—2015 и с 2020 года — президент «Франс Телевизьон»), президенту подчинён генеральный директор, которым по должности являлся коммерческий директор компании «Франс Телевизьон».

## Дочерние компании
- «Франс Телевизьон Пюблисите Энтер Осенан» (France Télévisions Publicité Inter Océan) — осуществляет размещение рекламы на теле- и радиоканалах, по которым вещает компания в заморских территориях;
- «Франс Телевизьон Пюблисите Этернасьональ» (France Télévisions Publicité International) — организация осуществляющая продажу рекламного времени в теле- и радиоканалах «Франс Медиа Монд» и «ТВ5 Монд»;
- «Аспас 3» (Espace 3)
  - «Франс Аспас Гран Уэст» (France Espace Grand-Ouest)
  - «Франс Аспас Гран Эст» (France Espace Grand-Est)
  - «Франс Аспас Гран Сюд» (France Espace Grand-Sud)
  - «Франс Аспас Сюд-Эст» (France Espace Sud-Est)
  - «Франс Аспас Пари-Иль-де-Франс-Сентр» (France Espace Paris — Ile-de-France — Centre)
  - «Франс Аспас Нор-Па-де-Кале Пикарди» (France Espace Nord — Pas-de-Calais — Picardie)
  - «Франс Аспас Девелопмент» (France Espace Développement)[2]
- «Франс Телевизьон Пюблисите Консей» (France Télévisions Publicité Conseil)[3] — осуществляет производство рекламы;